# Besart Abdurahimi
Besart Abdurahimi (* 31. Juli 1990 in Zagreb) ist ein mazedonischer Fußballspieler.

## Karriere

### Verein
Abdurahimi begann seine Karriere bei NK Zagreb, wo er von 2008 bis 2013 spielte. 2013 folgte dann der Wechsel zu Hapoel Tel Aviv. Danach spielte er in Belgien, in Japan, in seinem Heimatland, in Albanien, in Rumänien, in Slowenien, in Kroatien und in Zypern.

### Nationalmannschaft
Im Jahr 2014 debütierte Abdurahimi für die mazedonische Fußballnationalmannschaft. Er hat insgesamt zwölf Länderspiele für Mazedonien bestritten.